# Chambre ardente
Die Chambre ardente (französisch „glühende Kammer“) war zu verschiedenen Zeiten in Frankreich ein außerordentlicher Gerichtshof, der sehr harte Strafen, meist den Feuertod, verhängte. Die Kommission wurde als „glühende“ oder „feurige Kammer“ bezeichnet, da ihre Verfahren in einem schwarz verhängten, durch Fackeln oder Kerzen erhellten Raum stattfanden.
Unter König Franz I. wurde von 1535 an die Chambre ardente als außerordentliches Inquisitionstribunal zur Verfolgung der französischen Protestanten (Hugenotten) eingesetzt und galt als zweite Instanz der Inquisitionstribunale. Die vom Papst ernannten Mitglieder wurden „Spürhunde des Herrn“ (domini canes) genannt, sie sollten Ketzerei aufdecken. Die Chambre ardente übernahm den letzten Urteilsspruch und den Vollzug der Strafe. Auch unter König Heinrich II. war die Chambre ardente aktiv. Dessen Nachfolger Franz II. errichtete 1559 bei jedem Parlement  eine besondere Kammer gleichen Namens, die den Vollzug der Ketzeredikte von 1555 und 1559 zu überwachen hatte. Diese Kammern wurden im Mai 1560 im Edikt von Romorantin aufgehoben. Die Chambres ardentes von 1535 bis 1560 waren typische Werkzeuge der Gegenreformation.
Im Jahr 1677 richtete König Ludwig XIV. bei der so genannten Giftaffäre erneut eine Chambre ardente – genannt Cour de Poison („Gift-Gerichtshof“) – ein; deren Aufgabe war es, Gerüchten nachzugehen, die nach der Hinrichtung der Marquise de Brinvilliers aufgekommen waren (diese Kammer hatte mit den Auseinandersetzungen der Gegenreformation nichts mehr zu tun). Es wurde behauptet, ein weitverzweigter Ring von Giftmischern um Catherine Monvoisin sei verantwortlich für den rätselhaften Tod einiger Mitglieder des französischen Adels. Bei den Untersuchungen der Kammer gerieten durch den Einsatz brutaler Foltermethoden zahlreiche Personen aus allen Gesellschaftsschichten (darunter der Herzog von Luxemburg, einer der Pairs von Frankreich) in Verdacht. Diese Kammer wurde 1680 nach der Hinrichtung der Hauptbeschuldigten offiziell aufgelöst.
Der Dichter E. T. A. Hoffmann bezieht sich in der Erzählung Das Fräulein von Scuderi auf die Chambre ardente Ludwigs XIV. Er kritisierte hiermit versteckt die ihm aus seiner Berufserfahrung als Richter bekannte Sondergerichtsbarkeit in Preußen.